# Якось-то йдучи уночі…
«Якось-то йдучи уночі…» — вірш Тараса Шевченка 1860 року, написаний у С.-Петербурзі.

## Написання та автографи
Зберігся чорновий автограф вірша на окремому аркуші; список І. М. Лазаревського у «Більшій книжці».
Дата в чорновому автографі: «13 ноя[бря]», дата у списку: «13 ноября». Вірш датується дослідниками за автографом і місцем списку в «Більшій книжці» серед творів 1860-го: 13 листопада 1860 року, та місцем написання — С.-Петербург. 
Чорновий автограф написано чорним чорнилом на чистому звороті аркуша з написом на лицьовому боці: «Тарасу Григорьевичу Шевченко. От Жемчужникова». Вгорі над текстом написано невідомою рукою: «Автограф Т. Г. Шевченко, подаренный мне Лазаревским в Орле». Спочатку Шевченко написав рядки 1 — 13, потім, відступивши від попереднього тексту, дописав рядки 14 — 24 трохи відмінним почерком. Виправлення в автографі зроблено в кілька прийомів: чорнилом іншого відтінку (синюватим, проби якого є на полях рукопису) виправлено рядок 9 і закреслено текст після рядка 13; червоним олівцем — рядки 10 — 14. Очевидно, після цього вірш був остаточно доопрацьований Шевченком в іншому автографі, нині не відомому, з якого його й переписав до «Більшої книжки» І. М. Лазаревський: текст списку в кількох місцях різниться від верхнього шару чорнового автографа. Зокрема, в рядку 3: «Міркую сам-таки з собою» замість чорнового варіанта «Міркую сам собі з собою», в рядку 8: «Була б сестра! і був би брат!» замість «Були б сестра і був би брат», в рядку 17: «Що з того боку, мов із ями» відновлено пропущений у чернетці прийменник «із».

## Публікація
Вперше вірш надруковано у «Кобзарі з додатком споминок про Шевченка Костомарова і Микешина» 1876 року (Прага, стор. 259), де подано за «Більшою книжкою» з відміною в рядку 1: «Якось-то йду я уночі».

## Сюжет
Твір належить до політ. лірики поета й перегукується гемою й настроєм з написаними дещо раніше віршами «Хоча лежачого й не б’ють» і «О люди! люди небораки!» Осн його тема — осудження рабської покори й ствердження революц. нескореності. Поет іде через нічний Петербург і міркує «сам-таки з собою» про те, що бачить. Вид «осквернених палат» царів і вельможного панства викликає гіркі думки про те, що самодержавний лад існує лише тому, що «похилилися раби». Як грізна пересторога, виглядає «з того боку» Неви Петропавловська фортеця. Але й цей привид долі, що чекала тоді кожного революціонера, не може залякати поета. Вірш завершується оптимістичними рядками, якими автор стверджує непохитність своїх переконань («Та й знову думать заходивсь // Про те ж таки, що й перше думав»).